# ながせみほ
ながせ みほ（Nagase Miho、1986年10月1日 - ）は、鹿児島県出身の日本のモデル、タレント。フロンティアコーポレーション所属。

## 人物
趣味は料理、ゲーム。特技はピアノ演奏、日本舞踊、陸上競技。弟が1人いる。
地元鹿児島県の名産で大好物の「黒毛和牛」のGとバストサイズのGをかけて、自ら「Gyuugyuu（ギュウギュウ）」という愛称を命名した。2008年3月14日にアメーバブログにて、公式ブログ『なんでもGyuugyuu』の更新を開始した。ブログでは胸の谷間に物を挟んだ写真を度々掲載しており、『バナナマンのブログ刑事』（東海テレビ）でも取り上げられ、番組内で同番組DVDを谷間に挟んだ。

## 出演

### テレビ番組
- 天六ナビ（サンテレビ）レギュラー

### ラジオ番組
- ラジアンリミテッド（TOKYO FM）ゲスト出演

### イメージモデル
- 三菱自動車ROARガール（2006年）
- アバンス（2006年、2007年、2008年）
- ロードオブザリングオンライン（2007年）
- 第5回大阪モーターショーナビメイト　（2007年）
- 全日本ロードレース選手権イメージガール“LUNAS”（2011年） - 相方：滝川メグ

### 映画
- 逢えてよかった。（2010年、M,sワールド）

## リリース作品

### 電子写真集
- ながせみほ 電子写真集 「柔らかさ自信あり!」 (アスペクトデジタルメディア)

### DVD
1. ギュウっと、抱きしめて（講談社、2010年2月26日）